# Telstar: The Joe Meek Story
Pour plus de détails, voir Fiche technique et Distribution.
Telstar: The Joe Meek Story est un film britannique réalisé par Nick Moran, sorti en 2008.

## Synopsis
Le fil retrace la biographie agitée de l'auteur-compositeur et producteur Joe Meek, de ses premiers succès au début des années 1960 jusqu'à son dramatique suicide en 1967.

## Fiche technique
- Réalisation : Nick Moran
- Scénario : Nick Moran et James Hicks
- Photographie : Peter Wignall
- Montage : Alex Marsh
- Musique : Ilan Eshkeri
- Société de production : Aspiration Films
- Pays d'origine :  Royaume-Uni
- Langue originale : anglais
- Format : couleur - 2,35:1 - Dolby Digital
- Genre : biopic
- Durée : 119 minutes
- Dates de sortie : 
  -  Royaume-Uni : 25 octobre 2008 (Festival du film de Londres) ; 19 juin 2009 (sortie nationale)

## Distribution
- Con O'Neill : Joe Meek
- Kevin Spacey : Major Wilfred Banks
- Pam Ferris : Violet Shenton
- J. J. Feild : Heinz Burt
- James Corden : Clem Cattini
- Tom Burke : Geoff Goddard
- Ralf Little : Chas Hodges
- Sid Mitchell : Patrick Pink
- Mathew Baynton : Ritchie Blackmore
- Callum Dixon : John Leyton
- Jon Lee : Billy Fury
- Carl Barât : Gene Vincent
- Justin Hawkins : Screaming Lord Sutch

## Accueil
Sorti dans peu de salles, le film a réalisé 12 874 entrées au Royaume-Uni.
Il obtient 84 % de critiques positives, avec une note moyenne de 5,9/10 et sur la base de 25 critiques collectées, sur le site Rotten Tomatoes.